# Brave Little Tailor
Brave Little Tailor (Brasil: O Alfaiatezinho Valente) é um curta-metragem animado de 1938, dirigido por Brian Roberts para a Walt Disney, sobre o personagem Mickey Mouse.

## História
Baseado no conto de fadas O Alfaiate Valente, Mickey foi escolhido (por engano) para matar ou derrotar um gigante que aterrorizava o reino em que vivia, cumprindo sua missão apenas usando acessórios de alfaiate.